# Hidehiro Ótake
Hidehiro Ótake (* 1975) je japonský fotograf přírody. Získal ceny Tadao Umesao Mountains a Exploration Literature Award, fotografické ocenění Nikkei National Geographic a cenu Kena Domona.

## Životopis
Narodil se v roce 1975 v Maizuru v prefektuře Kjóto. Vyrostl v Setagaya Ward v Tokiu. Vystudoval sociologickou fakultu univerzity Hitocubaši v roce 1999 poté, co navštěvoval Tokio Metropolitan Tojama High School. Po absolvování univerzity odcestoval do Northwoods severoamerického kontinentu, aby se stal učedníkem Jima Brandenburga a od té doby tam pracuje. Jeho práce byly publikovány v japonské verzi National Geographic a fotografických knihách. Žije v Kóbe v prefektuře Hjógo. V roce 2018 vyšla kniha „A šel jsem na cestu. Hadžimari no Mori North Woods“, se kterou vyhrál 7. cenu Tadao Umesao Mountain and Exploration Literature Award. V roce 2019 získal hlavní cenu Nikkei National Geographic Photo Award 2018 v kategorii přírody. V roce 2021 získal 40. Cenu Kena Domona za svou první fotoknihu „Northwoods Life-giving Earth“.

## Fotografické cykly
- Zvířecí les, 1999-2001, Leaf Miner 2004
- Northwoods Forest, Fukunkan Šoten 2005
- Hledám jaro : Výlet na kánoi (Monthly Many Wonders č. 253), Fukunkan Šoten 2006
- Morinobutsu (Children's Tomo 0.1.2. No. 177), Fukunkan Šoten, 2009
- V lese severních lesů (mnoho tajemných mistrovských děl), Fukunkan Šoten 2011
- Mori wa Miteru (Children's Tomo Juvenile, vyd. č. 463), Fukunkan Šoten 2015
- Stopy Caribou, Sori no Journey (Monthly Many Wonders), Fukunkan Šoten, 2016
- A tak jsem se vydal na cestu, Beginning Forest Northwoods Asunaro Šobo 2017
- Hledám jaro : Kanoe Journey (Mnoho záhadných mistrovských děl) Muzeum evangelia 2020
- Fotokniha Northwoods Lifedaring Earth, Crevis 2020